# Cléry-le-Petit
Cléry-le-Petit és un municipi francès situat al departament del Mosa i a la regió del Gran Est. L'any 2007 tenia 203 habitants.

## Demografia

### Població
El 2007 la població de fet de Cléry-le-Petit era de 203 persones. Hi havia 86 famílies, de les quals 24 eren unipersonals (12 homes vivint sols i 12 dones vivint soles), 29 parelles sense fills, 29 parelles amb fills i 4 famílies monoparentals amb fills.
La població ha evolucionat segons el següent gràfic:
Habitants censats

### Habitatges
El 2007 hi havia 98 habitatges, 85 eren l'habitatge principal de la família, 8 eren segones residències i 5 estaven desocupats. 82 eren cases i 8 eren apartaments. Dels 85 habitatges principals, 66 estaven ocupats pels seus propietaris i 19 estaven llogats i ocupats pels llogaters; 2 tenien una cambra, 8 en tenien dues, 2 en tenien tres, 20 en tenien quatre i 52 en tenien cinc o més. 76 habitatges disposaven pel capbaix d'una plaça de pàrquing. A 42 habitatges hi havia un automòbil i a 36 n'hi havia dos o més.

### Piràmide de població
La piràmide de població per edats i sexe el 2009 era:
| Homes | Edats   | Dones |
| ----- | ------- | ----- |
| 0     | 95 o +  | 0     |
| 0     | 90 a 94 | 0     |
| 4     | 85 a 89 | 8     |
| 0     | 80 a 84 | 0     |
| 8     | 75 a 79 | 4     |
| 0     | 70 a 74 | 4     |
| 0     | 65 a 69 | 4     |
| 8     | 60 a 64 | 8     |
| 4     | 55 a 59 | 8     |
| 12    | 50 a 54 | 4     |
| 0     | 45 a 49 | 8     |
| 0     | 40 a 44 | 0     |
| 12    | 35 a 39 | 12    |
| 4     | 30 a 34 | 0     |
| 16    | 25 a 29 | 4     |
| 8     | 20 a 24 | 8     |
| 0     | 15 a 19 | 4     |
| 4     | 10 a 14 | 12    |
| 8     | 5 a 9   | 0     |
| 4     | 0 a 4   | 0     |

## Economia
El 2007 la població en edat de treballar era de 125 persones, 87 eren actives i 38 eren inactives. De les 87 persones actives 77 estaven ocupades (45 homes i 32 dones) i 10 estaven aturades (5 homes i 5 dones). De les 38 persones inactives 16 estaven jubilades, 10 estaven estudiant i 12 estaven classificades com a «altres inactius».

### Ingressos
El 2009 a Cléry-le-Petit hi havia 80 unitats fiscals que integraven 183 persones, la mediana anual d'ingressos fiscals per persona era de 14.887 €.

### Activitats econòmiques
Dels 4 establiments que hi havia el 2007, 1 era d'una empresa alimentària, 1 d'una empresa de comerç i reparació d'automòbils i 2 d'empreses classificades com a «altres activitats de serveis».
L'any 2000 a Cléry-le-Petit hi havia 4 explotacions agrícoles.

## Poblacions més properes
El següent diagrama mostra les poblacions més properes.